# Hud (sura)
Hud è l'undicesima Sura del Corano, una sura meccana composta da 123 versetti e prende il nome dal profeta Hud, menzionato al versetto 50. La sura è caratterizzata da una serie di narrazioni sui profeti precedenti, con l'obiettivo di trasmettere lezioni di fede, perseveranza, e giustizia divina. Viene enfatizzata l'importanza della fede in Allah e della fiducia nella Sua guida, nonostante le avversità.

## Contenuto

### Introduzione alla Rivelazione Divina
Versetti 1-24: La sura inizia con un'affermazione sulla natura del Corano come rivelazione divina, contenente leggi precise e saggezza. Viene ribadita l'importanza di adorare Allah e di non associare a Lui nessun altro. La sura critica l'incredulità dei politeisti e li esorta a riflettere sui segni di Allah nella creazione.

### Storie dei Profeti e delle Loro Comunità
Versetti 25-123: La parte principale della sura è dedicata alle storie di vari profeti e delle loro comunità:
- Noè (Nuh): La storia di Noè sottolinea la sua perseveranza nel predicare il monoteismo e la conseguente punizione del suo popolo incredulo tramite il diluvio.
- Hud: Il profeta Hud viene inviato al popolo di 'Ad, esortandoli ad abbandonare l'idolatria e a seguire Allah. La loro incredulità porta alla loro distruzione.
- Salih: Salih predica al popolo di Thamud, che non accetta il suo messaggio e viene distrutto da un tremendo cataclisma.
- Abramo (Ibrahim) e Lot (Lut): La storia di Abramo e la distruzione del popolo di Lot, che viene punito per la loro corruzione e peccati.
- Shu'ayb: Il profeta Shu'ayb viene inviato a Madian per correggere la loro disonestà e ingiustizia. Anche loro vengono puniti per la loro incredulità.
- Mosè (Musa): La narrazione di Mosè e il confronto con il Faraone, che porta alla liberazione dei figli di Israele e alla distruzione del Faraone e del suo esercito.

### Inviti alla Fede e alla Perseveranza
Versetti 50-123: Oltre alle storie dei profeti, la sura contiene molteplici inviti alla fede e alla perseveranza. Viene sottolineata l'importanza di rimanere saldi nella fede e di confidare nella giustizia e nella misericordia di Allah, anche di fronte alle difficoltà e alle avversità.

## Analisi
La Sura Hud è significativa per la sua enfasi sulla fede in Allah e sulla perseveranza nella diffusione del messaggio divino. Le storie dei profeti precedenti servono come lezioni morali, mostrando l'importanza della fiducia in Allah e delle conseguenze della disobbedienza. La sura offre consolazione e incoraggiamento ai credenti, ricordando loro che Allah è giusto e misericordioso e che la fede e la perseveranza saranno ricompensate.
Inoltre, la Sura Hud riflette sulle sfide affrontate dai profeti e dalle loro comunità, fornendo insegnamenti su come affrontare l'opposizione e le difficoltà nella propria vita di fede. La sura rafforza l'importanza della giustizia, della verità e della rettitudine, esortando i credenti a rimanere saldi nella loro fede e a confidare nella guida divina.